# John Stampe
John Stampe Møller (født 16. februar 1957 i Aaby, død 29. juli 2012 i Højbjerg) var en dansk fodboldspiller og træner. Som spiller startede han i Åbyhøj IF, men skiftede i 1977 til AGF, hvor han spillede på førsteholdet indtil 17. november 1991. Han spillede i alt 444 førsteholdskampe for klubben, og han har spillet en enkelt A-landskamp for Danmark.
Fra februar 2001 til april 2002 var han træner for AGF i 44 officielle kampe. Fra begyndelsen af 2007 og frem til 2010 var han hjælpetræner for Brabrand IF's 2. divisionshold.
John Stampe var uddannet som shippingmand, og han arbejdede på Århus Havn.

## Karriere
John Stampe startede sin fodboldkarriere i Aabyhøj Idrætsforening hvor hans far, Peder Stampe, var stadioninspektør. Han skiftede til AGF i 1977 da han var 20 år. I AGF spillede han først højre back, senere var han midtbanespiller og fra begyndelsen af 1980'erne var han sweeper.
AGF spillede i 1980'erne – i lighed med mange andre hold – med en libero i forsvaret. Denne plads udfyldte John Stampe i det meste af sin karriere. Han havde en særlig evne til at placere sig rigtigt, når modstanderne angreb og samtidig en fremragende teknik, som kompenserede for, at han ikke var den hurtigste spiller. På baggrund af sin placering på banen og en evne til at opildne sine holdkammerater var han fra 1986 fast anfører for holdet.
For at markere hans betydning for klubben kårede Aarhus Stiftstidende i pausen under AGF's sidste kamp i efterårssæsonen 2009 mandag 7. december på NRGi Park John Stampe som alle tiders bedste AGF-forsvarsspiller.
Som årsag til, at John Stampe kun opnåede en enkelt landskamp angives ofte, at Morten Olsen, der spillede samme plads i forsvaret, var blandt de bedste liberoer i verden i 1980'erne.
John Stampe spillede 444 kampe for AGF, hvilket er klubrekord for tiden med professionel fodbold. Han blev danmarksmester i fodbold med klubben i 1986 og vandt sølv i 1982 og 1984 samt bronze i 1978, 1985, 1987 og 1991. Han vandt DBU's pokalturnering med AGF i 1987 og 1988. John Stampe stoppede med at spille fodbold som 34-årig i 1991.

## Træner
Efter sin karriere som fodboldspiller var John Stampe fodboldtræner og manager. Han var manager i AGF 1992-1993. Derefter var han træner i Randers Freja sammen med Lars Lundkvist 1993-1995. Han var træner for AGF's ynglingeelitehold 1995-1999 og træner for Vorups divisionshold 1999-2001. I 2001 blev han cheftræner for AGF i superligaen, men var det kun til 2002. Han var træner for Aabyhøj IF i jyllandsserien 2003-2006 og assistenttræner i Brabrand 2007-2010 for Lars Lundkvist.
Desuden var han i en periode medlem af AGF's Fodboldambassadørkorps.

## Familie
John Stampe var gift og havde tre børn.

## Død og eftermæle
John Stampe døde 29. juli 2012 af kræft i leveren og bugspytkirtlen. Han blev 55 år. Han blev begravet nogle dage senere fra Åbyhøj Kirke. Udover den nærmeste familie deltog også en del aktive og tidligere AGF-profiler som Stig Tøfting, Steffen Rasmussen, Flemming Povlsen, Lars Windfeld, Marc Rieper, Martin Jørgensen, Brian Steen Nielsen og Claus Thomsen i begravelsen.
I 2017 blev pladsen foran Ceres Park & Arena for enden af Stadion Allé i Aarhus døbt John Stampes Plads til minde om Stampe.